# Tonino Valerii
Tonino Valerii (Montorio al Vomano, Italia; 20 de mayo de 1934-Roma, 13 de octubre de 2016) fue un director de cine y guionista italiano. Es conocido por sus spaghetti western. Estaba casado con Rita Scannavini y tuvo tres hijos: Francesca, Luca y Andrea.

## Biografía
Licenciado en Dirección por el Centro Sperimentale di Cinemato-grafía y ayudante de dirección de cineastas como Alessandro Blasetti y Sergio Leone (Por un puñado de dólares), durante años personalizó de modo admirable dos géneros cardinales del país transalpino: el Giallo y el Western.
Su debut como director se produce en 1966 con Cazador de recompensas, un spaghetti western que sigue la estela de los del maestro Leone. Sus películas revelan una gran personalidad y un fuerte compromiso ético como autor. Su sentido técnico-narrativo, aunaba las virtudes del clasicismo con las innovaciones de la época. En el Giallo, sobresale Sumario sangriento de la pequeña Stefania, y en el spaghetti western Los días de la ira. Otras de sus obras maestras son Una razón para vivir y una para morir, De profesión: Gorila, Cazador de recompensas y, sobre todo, Mi nombre es... Ninguno.
Míticos actores americanos han trabajado a sus órdenes (Henry Fonda, Lee Van Cleef, James Coburn, Van Johnson, Telly Savalas), así como divos del cine italiano (Giuliano Gemma, Terence Hill, Franco Nero, Bud Spencer, Giancarlo Giannini), y el legendario actor nipón Toshirō Mifune. Así mismo, su cámara ha recogido inolvidables actores españoles como Fernando Rey, Alfredo Mayo, José Suárez, Lola Gaos o Fernando Sancho.

### Curiosidades
Almería desempeña un papel esencial en Tonino Valerii. Llegó hasta el desierto almeriense como ayudante de dirección en Por un puñado de dólares, de Sergio Leone, y desde entonces rueda en ella gran parte de cuatro de sus grandes películas: Cazador de recompensas, Los días de la ira, La muerte de un presidente y Una razón para vivir y una para morir, extrayendo un óptimo partido estético y dramático de sus paisajes y decorados.

## Filmografía (incompleta)
- 1997 - Una vacanza all'inferno. (Director y guionista)
- 1997 - Un bel dì vedremo. (Director)
- 1988 - Shatterer (Sicilian Connection). (Director)
- 1986 - La sporca insegna del coraggio. (Director)
- 1985 - Senza scrupoli. (Director y guionista)
- 1977 - Sahara Cross. (Director y guionista)
- 1975 - De profesión: Gorila. (Director)
- 1973 - Mi nombre es... Ninguno. (Director)
- 1972 - Una razón para vivir y una para morir. (Director y guionista)
- 1972 - Mio caro assassino. (Director)
- 1970 - La ragazza di nome Giulio. (Director)
- 1969 - La muerte de un presidente. (Director)
- 1967 - Los días de la ira. (Director y guionista)
- 1966 - Cazador de recompensas. (Director)